# Toro Rosso STR1
A Toro Rosso STR1 egy Formula–1-es versenyautó, amit a Scuderia Toro Rosso tervezett és versenyeztetett a 2006-os Formula–1 világbajnokság során. Pilótái Vitantonio Liuzzi és az amerikai újonc Scott Speed voltak. Ez volt a Toro Rosso csapat első autója.

## Áttekintés
A Red Bull 2005 végén felvásárolta az olasz Minardi csapatot. Szellemiségét megtartva olasz nevet használtak és olasz csapatként is nevezték be a bajnokságba. A csapat mindazonáltal csak a Minardi technikai személyzetét és a faenzai gyárat kapta meg, a Minardi korábbi tulajdonosa, Paul Stoddart ugyanis megtartotta Ledburyben a további vagyonelemeket. A Toro Rosso volt az utolsó csapat a Formula–1-ben, amely V10-es szívómotorokat használt, ugyanis különleges engedéllyel ilyen, de letekert teljesítményű egységeket vethettek be, gyári fejlesztések nélkül. Ezt az engedélyt azonban még a Minardi csapat kapta meg, pénzügyi helyzete miatt, a Red Bull-csoport azonban sokkal jobb pénzügyi lehetőségekkel bírt, így a megoldás vitákat szült.
Később bebizonyosodott, hogy ez egyáltalán nem előny volt a Toro Rosso számára, sőt. A letekert motorok nem voltak elég gyorsak, és mivel nem fejleszthették azokat évközben, ezért relatív teljesítményük csak romlott. Azért a rivális Midland és Super Aguri csapatoknál jobbak voltak, Liuzzi pedig Amerikában szerezni is tudott egy pontot. Ez az idény végén a konstruktőri kilencedik helyezésre volt jó.
Az autók festése hasonló volt a Red Bull-okéhoz, azonban mélyebb kéket használtak, az autók orra pedig nem sárga, hanem arany volt. A kasztni oldalára a Jos Pirkner által tervezett dühöngő vörös bikát festették fel, minden egyes futam előtt Knud Tiroch által.
AZ STR1-es rendszeres résztvevője a BOSS GP Series bajnokságnak is.

## Eredmények
(Táblázat értelmezése)

(Félkövér: pole-pozícióból indult; dőlt: leggyorsabb kört futott) 

| Év   | Csapat              | Motor           | Gumik | Pilóták           | 1   | 2   | 3   | 4   | 5   | 6   | 7   | 8   | 9   | 10  | 11  | 12  | 13  | 14  | 15  | 16  | 17  | 18  | Pontok | Helyezés |
| ---- | ------------------- | --------------- | ----- | ----------------- | --- | --- | --- | --- | --- | --- | --- | --- | --- | --- | --- | --- | --- | --- | --- | --- | --- | --- | ------ | -------- |
| 2006 | Scuderia Toro Rosso | Cosworth TJ2006 | M     |                   | BAH | MAL | AUS | SAN | EUR | ESP | MON | GBR | CAN | USA | FRA | GER | HUN | TUR | ITA | CHN | JPN | BRA | 1      | 9.       |
| 2006 | Scuderia Toro Rosso | Cosworth TJ2006 | M     | Vitantonio Liuzzi | 11  | 11  | KI  | 14  | KI  | 15† | 10  | 13  | 13  | 8   | 13  | 10  | KI  | KI  | 14  | 10  | 14  | 13  | 1      | 9.       |
| 2006 | Scuderia Toro Rosso | Cosworth TJ2006 | M     | Scott Speed       | 13  | KI  | 9   | 15  | 11  | KI  | 13  | KI  | 10  | KI  | 10  | 12  | 11  | 13  | 13  | 14  | 18† | 11  | 1      | 9.       |

† - nem ért célba, de rangsorolták, mert teljesítette a versenytáv 90 százalékát.